# Refuge de la Lavey
Das Refuge de la Lavey ist eine Berghütte der Sektion Isère des Club Alpin Français in Frankreich im Pelvoux in der Gemeinde Saint-Christophe-en-Oisans, am Rande des Vallon de la Lavey (deutsch Tal der Lavey). In diesem Tal fließt der Ruisseau de la Muande Richtung Norden, bevor er schließlich in das Tal des Vénéon mündet.
1949 kaufte die Sektion Isère des Club Alpin Français zwei Gebäude im Weiler Lavey. Die Schutzhütte wurde 1949 umgestaltet und um eine Etage erhöht sowie 1972 erweitert. Im Winter 2011 ist die Hütte einem Erdrutsch nur knapp entgangen.
Die Hütte wird vom Departementskomitee von Isère verwaltet.
Von der Straße von Saint-Christophe-en-Oisans nach La Bérarde führt kurz vor dem Weiler Champhorent ein Weg zur Schutzhütte. Dabei muss man auch auf zwei Steinbrücken sowohl den Vénéon als auch den Ruisseau de la Muande überqueren. Der Höhenunterschied dieses Wegs beträgt 380 m bei etwa zwei Stunden Gehzeit.

## Aktivitäten
Von der Hütte kann man den Lac des Bèches, den Lac des Rouies, den Lac de la Muande und den Lac de Fétoules erreichen. Sie dient auch als Ausgangspunkt für Touren in die Brêche de l’Olan (von dort Abstieg nach Valjouffrey möglich), den Col de la Lavey, den Tête des Fétoules und auf Les Rouies.